# ジャンヌ＝マリー・ルプランス・ド・ボーモン
ジャンヌ＝マリー・ルプランス・ド・ボーモン (フランス語: Jeanne-Marie Leprince de Beaumont (発音: [ʒan maʁi ləpʁɛ̃s də bomɔ̃] ( 音声ファイル)), 1711年4月26日 - 1780年9月8日) は、『美女と野獣』の最も重要な部分を書いたフランスの作家である。ボーモンの三番目の夫はフランスのスパイであったトーマス・ピション（Thomas Pichon）である。日本ではボーモン夫人として知られている。

## 人生と仕事
ジャンヌ＝マリー・ルプランス・ド・ボーモンは1711年にルーアンで生まれ、1780年に亡くなった。11歳のときに母親を亡くしている。その後、ボーモンと妹は、ルーアンのアーネモントにある修道院学校に在籍していた女性から1725年から1735年まで教育を受けた。
ボーモンのは1737年にダンサーのアントワーヌ・モルターとの結婚した。Grimard deBeaumontとの2度目の結婚の詳細は不明である。しかし、ボーモンはエリザベスという名前の娘を産んだことが分かってる。
1748年、夫婦間の不貞に反応し夫から離れ、彼女はフランスを離れ、いくつかのおとぎ話を書いた。その中には、ガブリエル＝シュザンヌ・ド・ヴィルヌーヴ（Gabrielle-Suzanne de Villeneuve）のオリジナルを元にした美女と野獣の要約版があった。イギリスでの出版のキャリアが成功した後、彼女は1763年に娘のエリザベスと婿のモローと一緒にイギリスを離れた。彼女は最初にアヌシー市近くのサボイに住み、1774年にディジョン近くのアバロンに引っ越し、そこで生涯を終える。 

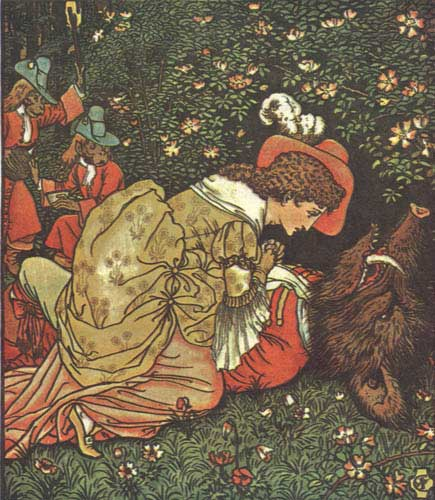
ウォルター・クレインによる『美女と野獣』挿絵

ボーモンは約70冊の書籍を出版した。他にも雑誌『新フランス誌』を刊行したりした。

## 作品

### 小説
- Civan, roi de Bungo: Histoire japonnoise ou tableau de l'éducation d'un prince. Slatkine. (1998). ISBN 978-2-05-101683-4  (1st edition 1758)

- Jeanne-Marie Leprince de Beaumont『Beauty and the Beast|La Belle et la Bête』Illustrator Willi Glasauer、Gallimard Jeunesse、1983年。ISBN 978-2-07-053881-2。

### おとぎ話
- Magasin des enfants
- Le Prince Chéri (Prince Darling)　シェリー王子の物語　村松潔訳
- La Curiosité (The Curiosity)
- La Belle et la Bête (Beauty and the Beast)　美女と野獣　小林正他訳
- Le Prince Fatal et le Prince Fortuné (Prince Fatal and Prince Fortune)
- Le Prince Charmant (Prince Charming)
- La Veuve et ses deux filles (The Widow and her Two Daughters)
- Le Prince Désir (Prince Hyacinth and the Dear Little Princess)　デジール王子　村松潔訳
- Aurore et Aimée (Aurore and Aimée)　オロールとエーメ　村松潔訳
- Conte des trois souhaits (The Tale of the Three Wishes)　三つの願いの物語　村松潔訳
- Conte du pêcheur et du voyageur (The Tale of the Fisherman and the Traveler)　　漁師と旅人　村松潔訳
- Joliette　ジョリエット　村松潔訳
- Le Prince Tity (Prince Tity)　ティティ王子　村松潔訳
- Le Prince Spirituel (Prince Spirituel)　スピリチュエル王子　村松潔訳
- Belote et Laidronette (Belote and Laidronette)　きれいな娘と醜い娘　村松潔訳